# Guillermo del Toro’s Cabinet of Curiosities
Guillermo del Toro's Cabinet of Curiosities (oder schlicht: Cabinet of Curiosities) ist eine für den Streaming-Anbieter Netflix kreierte US-amerikanisch-mexikanische Horror-Anthologie-Serie von Guillermo del Toro aus dem Jahr 2022.
Die aus acht inhaltlich nicht zusammenhängenden Episoden bestehende Serie basiert auf diversen von Guillermo del Toro persönlich ausgewählten Kurzgeschichten von Autoren wie Henry Kuttner, Michael Shea oder H. P. Lovecraft, sowie auch von del Toro selbst. Die Horrorgeschichten und ihre Umsetzungen folgen hierbei den Traditionen der klassischen Schauerliteratur und des expliziteren Grand Guignol.

## Aufbau
Im Vorspann jeder einzelnen Folge wendet Guillermo del Toro sich direkt an das Publikum und spricht erklärende, einleitende Worte zu den jeweiligen Episoden. Des Weiteren präsentiert er ein mit der Geschichte zusammenhängendes Requisit aus seinem titelgebenden Kuriositätenschränkchen, sowie eine stilisierte kleine Statuette der jeweiligen Regisseurin bzw. des Regisseurs.
Mit der Funktion des Erzählers, der die Zuschauer in die jeweiligen Geschichten einführt, tritt del Toro in die Fußstapfen anderer Filmschaffender wie Alfred Hitchcock oder Orson Welles, welche ebenfalls als Präsentatoren in den nach ihnen benannten Serien Alfred Hitchcock präsentiert und Orson Welles erzählt auftraten.

## Episodenübersicht
| Nr. (ges.) | Nr. (St.) | Deutscher Titel     | Originaltitel             | Erstveröffentlichung USA | Deutschsprachige Erstveröffentlichung (D/A/CH) | Regie               | Drehbuch                           | Vorlage                                            |
| --- | --------- | ------------------- | ------------------------- | ------------------------ | ---------------------------------------------- | ------------------- | ---------------------------------- | -------------------------------------------------- |
| 1 | 1         | Lager 36            | Lot 36                    | 25. Okt. 2022            | 25. Okt. 2022                                  | Guillermo Navarro   | Regina Corrado                     | gleichnamige Kurzgeschichte von Guillermo del Toro |
| Nick Appleton, ein rassistischer, zynischer Kriegsveteran, ersteigert alte Lagerräume, deren Besitzer längst tot oder nicht mehr auffindbar sind, um ihren Nachlass auf veräußerbare Wertgegenstände zu durchwühlen. In seinem neuesten Fang, dem Lagerraum eines kürzlich verstorbenen alten Mannes, stößt er auf einen handgeschnitzten deutschen Séancentisch, sowie drei unwahrscheinlich kostbare Bücher voller Anleitungen für okkulte Rituale und magische Beschwörungsformeln. Zusammen mit dem potentiellen Käufer Roland stellt er das Lager auf der Suche nach einem vierten, dem seltensten und wertvollsten Buch auf den Kopf und stößt dabei auf einen geheimen Verschlag, in dem ein beschworener Dämon im verwesenden Körper Dotties, der seit Jahrzehnten verschollenen Schwester des alten Mannes ruht. Als Nick das Wesen infolge seiner Ignoranz aufweckt und befreit, nimmt der Schrecken seinen unaufhaltsamen Lauf. Besetzung: Tim Blake Nelson als Nick Appleton, Elpidia Carrillo als Emilia, Sebastian Roché als Roland, Martha Burns als Agatha, Demetrius Grosse als Eddie, Lize Johnston als Dottie |           |                     |                           |                          |                                                |                     |                                    |                                                    |
| 2 | 2         | Friedhofsratten     | Graveyard Rats            | 25. Okt. 2022            | 25. Okt. 2022                                  | Vincenzo Natali     | Vincenzo Natali                    | gleichnamige Kurzgeschichte von Henry Kuttner      |
| Der eloquente Grabräuber Masson steckt in erheblichen finanziellen Schwierigkeiten und wird zu allem Überfluss von einer Pechsträhne in Form von großen, ungewöhnlich schlauen Ratten geplagt. Die Nagetiere schnappen ihm seine Beute buchstäblich vor der Nase weg und verschleppen die frisch beerdigten Toten mitsamt ihrer kostbaren Schmuckstücke und Goldzähne durch ein selbstgegrabenes Tunnelsystem tief hinab in die Eingeweide der Erde. Als die Biester den Leichnam eines besonders reich geschmückten Generals mit sich nehmen, auf dessen Wertsachen er es abgesehen hat, kriecht Masson ihnen durch die freigenagte Öffnung im Sarg bis in die Dunkelheit hinterher, wo er auf eine riesige, monströse Mutterratte und einen längst vergessenen unterirdischen Tempel stößt, in dem eine lebende Mumie darauf wartet, ihre vertrockneten Klauen nach ihm auszustrecken. Besetzung: David Hewlett als Masson, Julian Richings als Dooley, Nabeel El Khafif als Hans Overfist, Kevin Keppy als Lebender Leichnam |           |                     |                           |                          |                                                |                     |                                    |                                                    |
| 3 | 3         | Die Autopsie        | The Autopsy               | 26. Okt. 2022            | 26. Okt. 2022                                  | David Prior         | David S. Goyer                     | gleichnamige Kurzgeschichte von Michael Shea       |
| Nach einem Minenunglück ersucht der örtliche Sheriff Craven seinen todkranken alten Freund Dr. Winters, an mehreren umgekommenen Bergarbeitern Autopsien vorzunehmen, von denen einer, Joe Allen, mit einem rätselhaften Objekt eine Explosion ausgelöst hatte. Im Laufe der Nacht, während Winters seine Autopsieberichte auf ein altes Aufnahmegerät spricht, erwacht Allens Körper wieder zum Leben. Der wandelnde Tote offenbart dem entsetzten Arzt, dass sich in seinem Inneren ein parasitärer außerirdischer Organismus befindet. In seiner faulenden Hülle berichtet der Parasit Winters, dass seine Spezies sich in Wirtskörpern einnistet, sich ihrer Sinne bedient und sie langsam und bei vollem Bewusstsein von innen heraus aufzehrt, während sie sich an den Qualen ihrer unfreiwilligen Gastgeber berauschen. Als Dr. Winters zum neuen Gefäß der Parasiten-Kreatur werden soll, steht dem betagten Gerichtsmediziner eine schreckliche Entscheidung bevor, um einem Schicksal schlimmer als der Tod zu entgehen. Besetzung: F. Murray Abraham als Dr. Carl Winters, Glynn Turman als Sheriff Nate Craven, Luke Roberts als Joe Allen |           |                     |                           |                          |                                                |                     |                                    |                                                    |
| 4 | 4         | Das Äußere          | The Outside               | 26. Okt. 2022            | 26. Okt. 2022                                  | Ana Lily Amirpour   | Haley Z. Boston                    | Webcomic von Emily Carroll                         |
| Die mehr als unscheinbare Bankangestellte und Hobby-Taxidermistin Stacey träumt mehr als alles andere davon, genauso schön und allgemein akzeptiert zu sein wie ihre Mitarbeiterinnen. Als sie zu ihrer Überraschung auf die Weihnachtsfeier ihrer attraktiven blonden Kollegin Gina eingeladen wird, erhält sie als Geschenk ein Starter-Set der ebenso populären wie kostspieligen Beauty-Lotion Alo Glo. Schon nach der ersten Anwendung kommt es bei Stacey jedoch zu heftigen Hautirritationen, sodass ihr Mann Keith ihr auf seine eher unbeholfene Art dringend von der weiteren Benutzung abrät. Dennoch verwendet sie die Lotion weiterhin, erlebt Halluzinationen, in denen die Lotion sich zu einer perfekt konturierten weiblichen Silhouette formt und der Werbeträger der Alo Glo-TV-Spots ihr über den Fernsehbildschirm verspricht, dass ihre immer schlimmer werdende, abblätternde Haut nur ein Entwicklungsprozess zu ihrem „wahren Ich“ sei. So nimmt Staceys Wahn mit der Zeit immer mörderischere Züge an, sodass sie Keith, den sie beschuldigt, ihrer „Metamorphose“ im Wege zu stehen, mit einer Axt erschlägt und ausstopft, ehe sich ihr Selbst in ihrer Besessenheit von äußerer Schönheit endgültig auflöst. Besetzung: Kate Micucci als Stacey, Martin Starr als Keith, Dan Stevens als Mr. Alo Glo, Kylee Evans als Gina, Lize Johnston als Wandelnde Lotion |           |                     |                           |                          |                                                |                     |                                    |                                                    |
| 5 | 5         | Pickmans Modell     | Pickman's Model           | 27. Okt. 2022            | 27. Okt. 2022                                  | Keith Thomas        | Lee Patterson                      | gleichnamige Kurzgeschichte von H. P. Lovecraft    |
| Der talentierte Kunststudent William „Will“ Thurber freundet sich mit dem ebenso exzentrischen wie genialen Richard Pickman an, dessen lebensechte, grauenerregende Bilder ihn regelrecht hypnotisch in seinen Bann ziehen und in tiefe seelische Abgründe zu stürzen drohen. Jahre später begegnet Thurber, mittlerweile als Kurator in einem Museum beschäftigt, erneut Pickman und seinen nach wie vor verstörenden Arbeiten. Als nach einem Hausbesuch Pickmans Thurbers kleiner Sohn von entsetzlichen Alpträumen gequält wird, beschließt er den bizarr-begnadeten Künstler zur Rede zu stellen. Nachdem er sich bereit erklärt hat, Pickman nach Hause zu folgen, um sein Werk zu begutachten und verstehen zu lernen, verliert Thurber die Nerven und erschießt Pickman, dessen Leichnam von demselben unbeschreiblichen Ungeheuer, das so viele seiner Arbeiten ziert, fortgeschliffen wird. Obwohl er die Bilder in Brand gesteckt hat, findet er sie am nächsten Tag intakt in seinem Museum ausgestellt vor und muss erkennen, dass sich hinter den Gemälden das ganze Grauen einer unfassbaren Realität verbirgt, vor der es kein Entkommen gibt. Besetzung: Ben Barnes als Will Thurber, Crispin Glover als Richard Upton Pickman, Oriana Leman als Rebecca Thurber, Megan Many als Lavania, die Hexenmeisterin, George Ridout als Gabriel |           |                     |                           |                          |                                                |                     |                                    |                                                    |
| 6 | 6         | Träume im Hexenhaus | Dreams in the Witch House | 27. Okt. 2022            | 27. Okt. 2022                                  | Catherine Hardwicke | Mika Watkins                       | gleichnamige Kurzgeschichte von H. P. Lovecraft    |
| Seit Walter Gilman als kleiner Junge mitansehen musste, wie der Geist seiner innig geliebten Zwillingsschwester Epperley nach ihrem Tod in den Wald der verlorenen Seelen gezogen wurde, ist er von der spirituellen Welt besessen und versucht alles daran zu setzen, sie wieder zu sehen. Viele Jahre später als Erwachsener, mietet er sich ein heruntergekommenes Zimmer in einem halbverfallenen Haus, das einst einer gewissen Keziah Mason gehört hat, die ihrerzeit der Hexerei beschuldigt und dafür hingerichtet worden war. Nach unendlich vielen Rückschlägen und Enttäuschungen gelingt es ihm mittels einer Droge namens „Flüssiges Gold“ endlich, das Zwischenreich des Waldes der verlorenen Seelen zu betreten und seine Schwester wieder zu sehen. Doch die Freude ist nur von kurzer Dauer, denn der ruhelose Geist der bösartigen Hexe ist ihm dicht auf den Fersen, denn die Verbindung, welche zwischen den vom Tod getrennten Zwillingen besteht, ist für sie der Schlüssel, um in der Welt der Menschen auferstehen zu können. Besetzung: Rupert Grint als Walter Gilman, Ismael Cruz Córdova als Frank Elwood, Daphne Hoskins als Epperley Gilman, Tenika Davis als Mariana, Lize Johnston als Keziah Mason |           |                     |                           |                          |                                                |                     |                                    |                                                    |
| 7 | 7         | Die Besichtigung    | The Viewing               | 28. Okt. 2022            | 28. Okt. 2022                                  | Panos Cosmatos      | Panos Cosmatos & Aaron Stewart-Ahn | –                                                  |
| Der steinreiche, zurückgezogen lebende Lionel Lassiter lädt den erfolgreichen Musiker Randall, die brillante Astrophysikerin Charlotte, den zynischen Bestsellerautor Guy und den übersinnlich begabten Targ in sein abgelegenes Anwesen ein, um an einer besonderen Besichtigung teilzunehmen, die ihr aller Bewusstsein auf unvorstellbare Weise erweitern soll. In Lassiters Räumlichkeiten, die mehr an ein aztekisches Grabmal als einen Wohnort denken lassen, ermutigt der Einsiedler seine Gäste zum Konsum von Alkohol, Kokain und einer speziellen Mixtur seiner Leibärztin Dr. Zahra, um sie alle gemeinsam zu den Klängen von psychedelischer Musik auf „dieselbe Wellenlänge“ zu bringen, ehe sie bereit für die Besichtigung sind. Als seine Gäste eingestimmt sind, bringt er sie in einen geheimen Raum, in dem er einen ungewöhnlichen Meteor ausstellt. Das Himmelsgestein reagiert auf ihre gemeinsame Präsenz und lässt alle Anwesenden in eine Trance fallen, ehe es aufbricht und eine schleimige, klumpenförmige Lebensform daraus hervortritt. Die schiere Ausstrahlung der Entität tötet Targ, Guy und Zahra, ehe sie mit Lassiters Körper zu einer furchteinflößenden gehörnten Kreatur verschmilzt, die ungeahnte Zerstörung über die Welt zu bringen droht, während Randall und Charlotte um ihr Leben laufen. Besetzung: Peter Weller als Lionel Lassiter, Eric André als Randall Roth, Sofia Boutella als Dr. Zahra, Charlyne Yi als Charlotte Xie, Steve Agee als Guy Landon, Michael Therriault als Targ Reinhard, Kevin Keppy als Gehörnte Kreatur |           |                     |                           |                          |                                                |                     |                                    |                                                    |
| 8 | 8         | Das Rauschen        | The Murmuring             | 28. Okt. 2022            | 28. Okt. 2022                                  | Jennifer Kent       | Jennifer Kent                      | gleichnamige Kurzgeschichte von Guillermo del Toro |
| Nach dem Tod ihrer gemeinsamen Tochter stürzt sich das Ornithologen-Paar Nancy und Edgar Bradley förmlich in ihre Arbeit, um dem Schmerz des Verlustes zu entgehen. In einem abgelegenen alten Landhaus, wo es zu ungewöhnlichen Strandläufer-Sichtungen gekommen ist, setzen sie ihre Studien der Vogellaute fort. Bereits kurz nach ihrer Ankunft nimmt Nancy merkwürdige Dinge wahr – Stimmen, die sich unter das Rauschen ihrer Aufnahmen mischen, unheimliche Schatten im Türspalt oder in den Ecken auf dem Korridor. Während ihr besorgter Mann glaubt, dass diese Geschehnisse nur Manifestationen unterdrückter Trauer sind, zumal Nancy nach dem Tod ihrer Tochter nie geweint hat oder auch nur darüber sprechen wollte, ist Nancy überzeugt, dass es in dem Haus wahrhaftig spukt. Ihre Recherchen fördern bald darauf tatsächlich das ebenso schreckliche wie tragische Geheimnis zutage, das auf dem Haus lastet und muss sich dem tiefsten Schmerz in ihrem eigenen Herzen stellen, um den ruhelosen Seelen endlich zum langersehnten Frieden verhelfen zu können. Besetzung: Essie Davis als Nancy Bradley, Andrew Lincoln als Edgar Bradley, Hannah Galway als Claudette |           |                     |                           |                          |                                                |                     |                                    |                                                    |